# ク (犬種)
ク（英：Cu）とは、スコットランドとアイルランド原産のオオカミ狩り用の大型サイトハウンドである。古い犬種で、スコティッシュ・ディアハウンドとアイリッシュ・ウルフハウンドの先祖にもなっている。
この犬種名は世界中で一番短い犬種名（異名を除く）であるが、これは原産地では犬（Dog）の非常に砕けた呼び方が転訛したものであり、日本語で言うと「わんこ」といった旨の意味合いがある。

## 歴史
約3000年前にフェニキアの商人が持ち込んだチズムという古代サイトハウンド（グレイハウンド）タイプの犬種が先祖である。チズムはサイトハント（視覚猟）に長けていたため、これを使ってオオカミ狩りの犬種を作出する事になった。チズムは体力があり、俊足で知的な犬種であったが、原産地で使役するにあたっていくらかの欠点があったため、それを解消するために数種類の犬種が作出に使われた。その中で判明しているものは防寒性と病気に対する抵抗力を向上させるためのワイアーヘアタイプのラーチャー、力強さを増させるためのマスティフタイプの犬種などである。もっぱらオオカミ狩りにのみ使われ、単独若しくはパックでオオカミを捕らえ、倒すこともできた。
19世紀になると両原産国でのオオカミの生息数が激減し、スコットランド側のクは俊足・軽量化されてシカ狩り用の猟犬、スコティッシュ・ディアハウンドに、アイルランド側のクは大型哺乳類全般を狩るための猟犬として力強く大きな犬種に改良されてアイリッシュ・ウルフハウンドにそれぞれ改良されて別の犬種として発展した。それに伴って原種であるクは20世紀前半に絶滅した。

## 特徴
現在のアイリッシュ・ウルフハウンドよりも小柄だが、スコティッシュ・ディアハウンドよりもがっしりしていて力が強い。サイトハウンドタイプの犬種のためマズル・首・同・脚・尾が長いが、ボディはスリムではなく、筋肉質の体つきである。折れ耳・サーベル型の垂れ尾又はゆるい巻き尾でコートは厚く、毛色は制限がないがブラックやフォーン、グレーやシルバーなどがあった。体高はおよそ70cm前後で性格は忠実で温和であるが、猟の際は獰猛になった。

## 参考
『デズモンド・モリスの犬種事典』（誠文堂新光社）デズモンド・モリス著書、福山英也、大木卓訳 誠文堂新光社、2007年
注；本書にはアイリッシュ・ウルフハウンドとしてまとめられて紹介されている。